# 灰釉

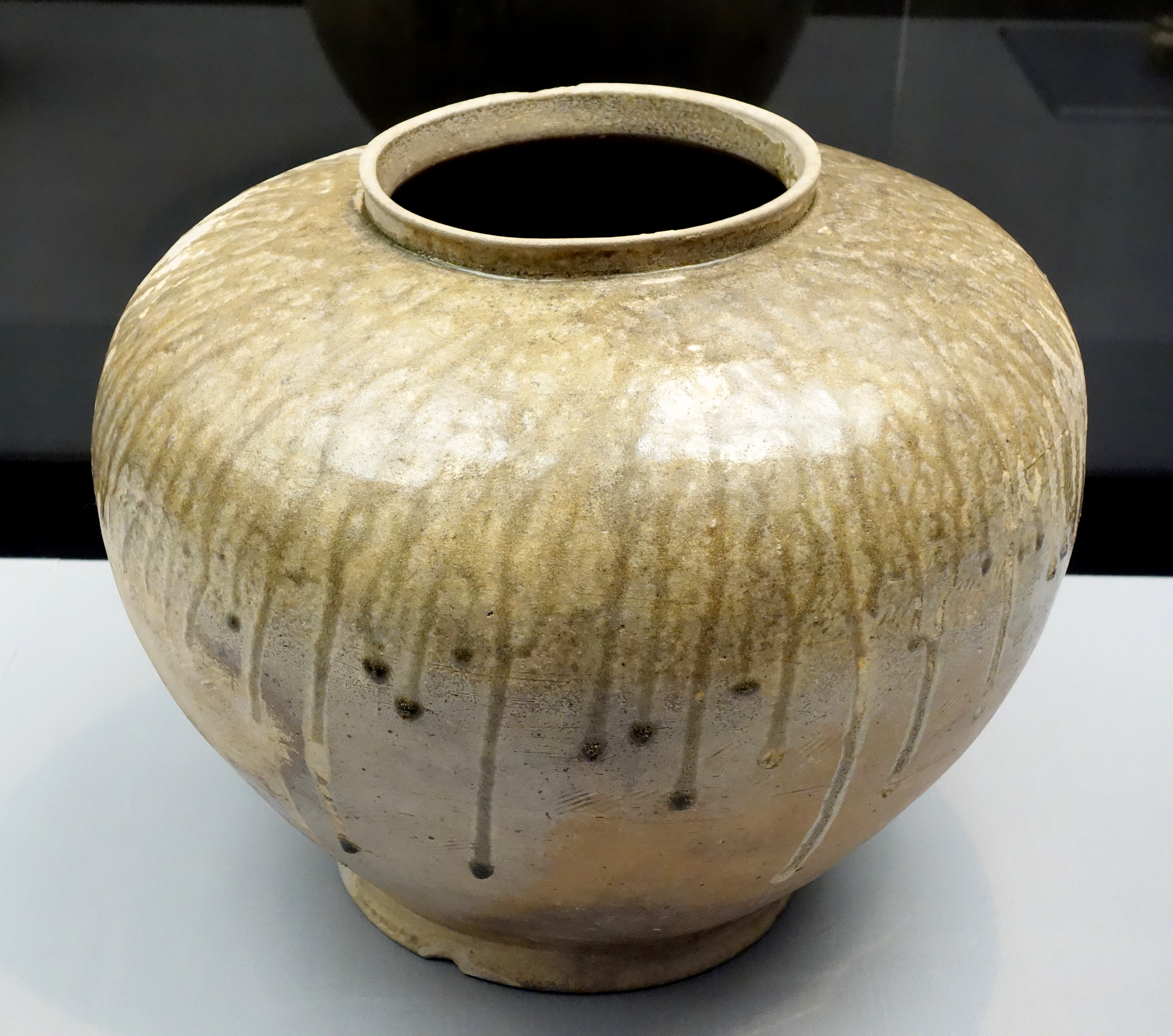
以灰釉製成的日式茶杯，其中松灰分布於杯身水平面的凸脊上。作者為菲利·羅傑斯。

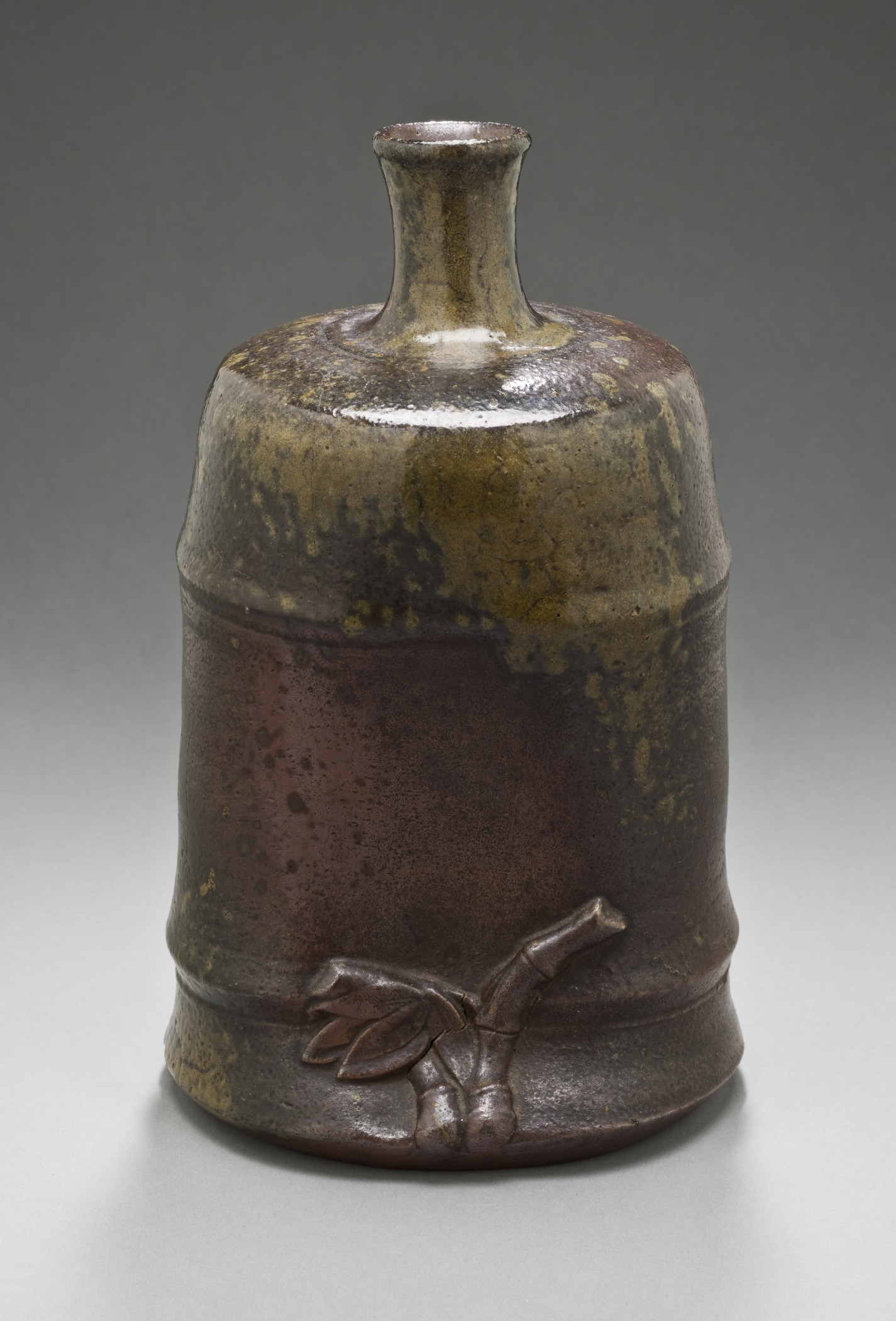
18世紀日本的竹節形狀清酒瓶，屬自然落灰作品。

灰釉是由各種木材或稻草的灰燼製成的陶瓷釉料，在東亞歷史上，尤其是中國、韓國和日本陶器史上具有重要地位。諸多傳統東亞陶器仍然使用灰釉，而且東西方的藝術陶瓷也出現了大量灰釉陶瓷的復興工藝。部分陶瓷藝術家使用柴燒窯來實現隨機效果，木材與草木在燒製過程中產生的灰燼會落到作品上，稱為「自然灰釉」；另外的灰釉作品則是將灰分與水混合，使其呈現糊狀與黏土狀，再經過高溫燒製形成作品。
灰釉始於前1500年左右的中國商代，最初是因為窯中燒焦的木材的灰燼降落在盆上而意外發現的製作工藝。前1000年左右，中國人意識到灰燼覆蓋會引起釉料的光澤效果，所以他們開始在作品入窑前加入人工灰釉作為釉料。灰釉是東亞地區使用的第一種釉料，僅含灰分、粘土和水。
灰釉中的一種陶瓷助熔劑是氧化鈣，通常稱為生石灰；並且，大多數灰釉是石灰釉系列的一部分，並非所有灰釉都使用植物灰燼。在一些灰釉中，灰燼中加入了額外的石灰，推測的典型案例是中國越窯。這類灰釉需要相對較高的溫度，大約為1,170°C，使胎體成為炻器；或者將之置於約1,200°C並使用正確的材料，使之形成瓷器。

## 外觀

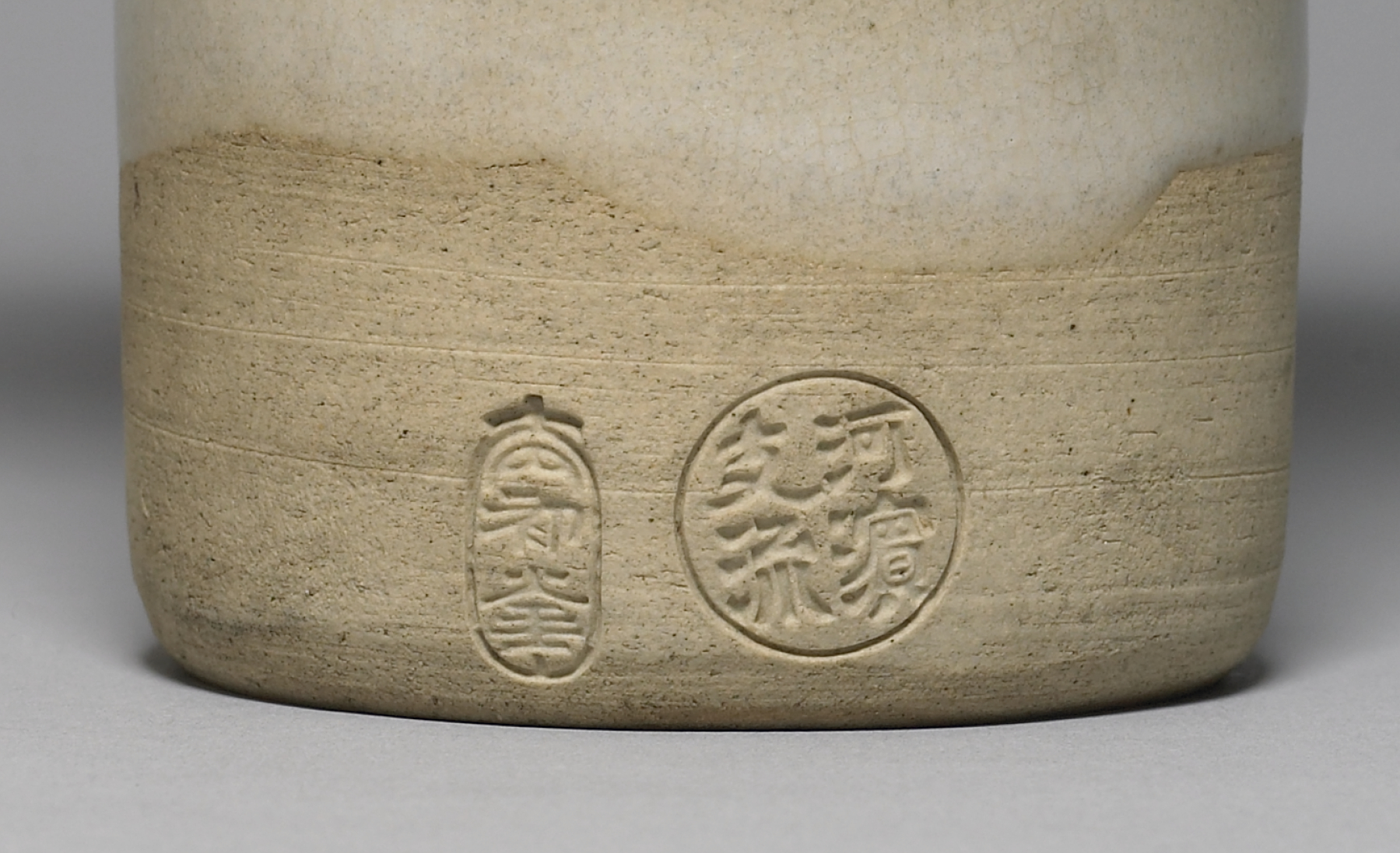
有垂釉效果的稻草灰釉灰釉（圖片上半部），日本，1852年。

灰釉的表面紋理，具有玻璃狀和垂釉（釉料的流動與堆積）特徵。灰釉瓷器的外觀，效果大多為深棕色或綠色的大地色系。 藝術家會在作品中控制灰分的百分比，若降低灰的比例，控制的程度更高。稻草灰釉的二氧化矽含量很高、產生不透明的乳白色釉。如果釉藥厚度高而且有足夠的磷，則可以產生乳白色的釉色。
原始狀況下的灰釉，是由窯中燒出的灰燼經高溫燒熔流下形成，也有藝術家將稻草之類進行綑綁，在進窯燒之前放置在作品上方，以增加釉色的特性。

## 製作方式
要製造灰質，需要將植物材料完全燃燒。木材類灰質的質量，約為原始木材質量的1％，稻草桿類，燒盡後質量減少比例則沒有這麼懸殊。灰釉的製作方式，是將這些木材、草木、稻稈類燒盡，然後將產生的灰收集起來並進行過篩。
有些藝術家會將單一的植物種類收集與分類，可以控制最終釉色的紋理與效果。

## 科學原理
大多數木灰主要由碳酸鈣組成，用於許多釉料配方。灰份還含有碳酸鉀、磷酸鹽和其他金屬。這些化學物質的比例取決於灰份來自的產地，土壤和木材類型。不同的化學成分使得釉料在批次之間產生不同的結果；更甚者，兩份具有相同批次的釉料會具有不同的效果。如果灰燼沒有徹底清潔或混合，其釉料混合物的某些部分可能含有某種更多的化學物質，而其他部分可能含有更多的釉料，使釉料的每一部分實際上都含有不同濃度的化學物質。

## 當代灰釉的使用狀況
目前灰釉主要被藝術家作為美感的創造，灰釉製品被認為是藝術品，化工釉才是大量生產的生活用品。只有少部分風俗較原始的國家或地區，因為科技不發達，還保留原始使用灰釉與陶製作生活用品。在韓國，傳統的灰釉僅由灰和水組成，用於製作功能性陶器，如碗、杯子和茶壺。

## 引用
1. ↑  Osborne, 179, 503
2. ↑  Vainker, 220; Rogers, Phil. Ash Glaze. University of Pennsylvania Press; 2nd edition. (2003)
3. ↑  Lombardo, Daniel. 2003. "Ash Glazes (Book)." Library Journal 128, no. 19: 66. Academic Search Complete, EBSCOhost (accessed January 19, 2010).
4. ↑  Chinese glazes: their origins, chemistry, and recreation Nigel Wood p.35ff
5. ↑  Osborne, 179; Vainker, 220
6. 1 2  Ford & Impey, 46-50
7. ↑  Vainker, 220
8. ↑  Tichane, chapter 6
9. ↑  Svoboda, Petra. "Earth, Soil, Mud, Clay - Processing Progression" Australian Ceramics. 7 Feb. 2010 .   [2010-02-09]. （原始内容存档于2011-07-07）.
10. ↑  Forrest, Chapter 5; Tichane, throughout
11. ↑  Covered at length throughout Tichane, especially Chapters 3, 4, 5, 7

## 進階閱讀
- Wood, Nigel, "Some implications of the use of wood ash in Chinese stoneware", in Shortland, Andrew J. (ed), From Mine to Microscope: Advances in the Study of Ancient Technology, 2009, Oxbow Books, ISBN 1782972773, 9781782972778, google books （页面存档备份，存于）